# Прапор Квасилова
Прапор Квасилова — офіційний символ смт Квасилів. Затверджений рішенням сесії Квасилівської селищної ради від 31 липня 1997 року.

## Опис
У золотому полі виходить чорний штангенциркуль, у зеленій главі дві золоті шишки хмелю.

## Зміст
Штангенциркуль символізує розвинену машинобудівну промисловість у Квасилові, а шишки хмелю вказують на вирощування і переробку цієї культури та одну з версій про походження назви поселення.

## Автори
Автори — А. Б. Гречило та Ю. П. Терлецький.